# Oğulcan Gökçe
Oğulcan Gökçe (* 15. Januar 1992 in Izmir) ist ein türkischer Fußballspieler.

## Karriere

### Verein
Gökçe begann mit dem Vereinsfußball in der Jugend von Altay Izmir. Bei Altay erhielt er im Sommer 2007 einen Profi-Vertrag, spielte aber weiterhin fast ausschließlich für die Jugendmannschaft. Im Sommer 2009 wurde er in den Profikader involviert und saß bei einigen Spielen auf der Ersatzbank. Sein Debütspiel als Profispieler hatte er am 30. September 2009 in einer Pokalbegegnung gegen Konyaspor. Bis zum Saisonende absolvierte er eine weitere Begegnung für seine Mannschaft. Zum Frühjahr 2012 erklärte er das Ende seiner Karriere und begründete seinen Entschluss damit, dass er mit den Lügen im Profifußball nicht zurechtkäme. Dennoch konnte er zur Fortsetzung seiner Karriere überredet werden.
Im Frühjahr 2013 wurde sein Wechsel zum Erstligisten Trabzonspor bekanntgegeben. Wenige Tage nach seinem Wechsel zu Trabzonspor wurde er an den Zweitverein Trabzonspors, den Zweitligisten 1461 Trabzon ausgeliehen. Am Ende der Drittligasaison 2014/15 konnte er mit seinem Verein die Play-offs der Liga gewinnen und damit den direkten Wiederaufstieg erreichen. 
Zur Saison 2016/17 wechselte er zum Zweitligisten Boluspor und wurde noch vor Saisonstart an 1461 Trabzon ausgeliehen.

### Nationalmannschaft
Gökçe spielte ab der türkischen U-15-Jugendnationalmannschaft für nahezu alle Altersstufen seines Landes.

## Erfolge
Mit 1461 Trabzon
- Play-off-Sieger der TFF 2. Lig und Aufstieg in die TFF 1. Lig: 2014/15